# Nagatomo Júto
Nagatomo Júto (長友佑都; Hepburn: Yūto Nagatomo; Szaidzsó, 1986. szeptember 12. –) japán labdarúgó, hátvéd. Jelenleg a Galatasaray SK csapatában szerepel.

## Pályafutása
2008-ban szerződtette az FC Tokió csapata, itt négy szezonon keresztül volt a csapat tagja. 2010 júliusában az olasz AC Cesena vette kölcsön. 2011 januárjában az olasz klub megvásárolta a játékos teljes játékjogát, de egy csereüzlet keretében Nagatomo az Internazionale csapatába került, Davide Santon pedig Cesenába költözött fél évre. 2018. január 31-én kölcsönbe került fél évre a török Galatasaray SK csapatába. A szezon végén a török csapat végleg megvásárolta az Intertől Nagatomo játékjogát.

## Válogatott
2008-tól a japán válogatott elsőszámú balhátvédje.

## Sikerei, díjai
Japán
- Ázsia-kupa-győztes: 2011
- Kirin kupa-győztes (2): 2008, 2009

Tokió
- Japán kupa: 2009